# Hyllus minahassae
Hyllus minahassae là một loài nhện trong họ Salticidae.
Loài này thuộc chi Hyllus. Hyllus minahassae được Anna Maria Sibylla Merian miêu tả năm 1911.